# Judeparagrafen
Judeparagrafen är det folkliga namnet på den andra paragrafen i Norges grundlag från 1814 till 1851. Paragrafen förbjöd i sin ursprungliga form judar, jesuiter och munkordnar att komma till Norge. Paragraftexten löd:
Den evangelisk-lutherske Religion forbliver Statens offentlige Religion. De Indvaanere, der bekjende seg til den, ere forpligtede til at opdrage sine Børn i samme. Jesuitter og Munkeordener maae ikke taales. Jøder ere fremdeles udelukkede fra Adgang til Riget.
Paragrafen kan ses som en vidareföring av Kristian V:s norska lag från 1687, där blev det bestämt att inga judar fick uppehålla sig i Norge utan tillstånd (leidebrev). Det är dock en skärpning av den tidigare lagen då grundlagen var absolut och gav inga legala möjligheter till undantag. Judar som likväl kom till Norge, som handelsresande eller på grund av skeppsbrott, blev arresterade och utvisade, i vissa fall bötfällda.

## Avskaffandet av lagen
Första försöket att få paragrafen upphävd var 1842. I detta sammanhang hade Henrik Wergeland utgett diktsamlingen Jøden och fick sänt den till alla stortingsrepresentanter innan det för första gången blev omröstning om att upphäva paragrafen. Förslaget blev dock nedröstat första gången. Henrik Wergeland fortsatte att arbeta för saken till sin död 12 juli 1845. Samma år föll förslaget för andra gången, och 1848 för tredje gången. Vid fjärde behandlingen i Stortinget blev förslaget godkänt den 13 juni 1851 med 93 röster mot 10. Grundlagsändringen blev godkänd av kungen den 21 juli. 
Det var dock bara judarna som fick rätt att komma in i Norge 1851. Munkordnar var förbjudna fram till 1897, och jesuiter fram till 1956. Det senare ändrades i samband med att Norge godkände Europakonventionen.
Under andra världskriget återinförde Vidkun Quislings regeringen judeparagrafen den 12 mars 1942. Paragrafen var i kraft fram till 1945. Quisling blev efter kriget dömd för olaglig ändring av grundlagen.